# Ingmar Lindberg (gravör)
Ingmar Lindberg, född 16 juni 1923, död 22 maj 1997, var en svensk gravör och poet.
Ingmar Lindberg kom till Reijmyre glasbruk som gravör vid mitten av 1960-talet, och arbetade tillsammans med gravörerna Hugo Williamsson och Heinrich Oppelt. Han samarbetade med formgivaren Tom Möller och graverade många av Möllers glasföremål.
Han debuterade som poet 1981 och publicerade en andra diktsamling 1984.